# Майнхольд, Вильгельм
Йоханнес Вильгельм Майнхольд (нем. Wilhelm Meinhold; 27 февраля 1797, Лютов, Померания, Пруссия — 30 ноября 1851, Шарлоттенбург, Берлин) — немецкий писатель, пастор, доктор богословия.

## Биография

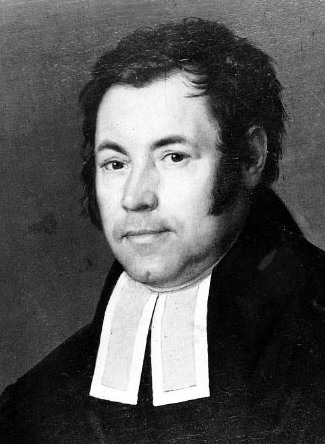
Портрет Вильгельма Майнхольда

Родился в семье лютеранского пастора. С 1813 по 1815 год изучал теологию, филологию и философию в университете Грайфсвальда. Ученик Л. Козегартена, которому показал свои первые литературные работы. Через два года из-за финансовых трудностей ушёл из университета, работал учителем.
В 1817 году был рукоположен. Служил пастором в Козерове (1821—1827). Следующие 17 лет был священником в Круммине, Узедоме, затем переехал на запад Померании.
Занимался апологетикой. В 1840 году получил докторскую степень в области богословия. При поддержке короля Фридриха Вильгельма IV в 1844 году переехал в Старгард. В 1846—1848 годах вышло семитомное издание его трудов. В. Майнхольд был противником революционных выступлений в Германии 1848—1849 гг. В своих поздних работах отразил тенденции обращения к католицизму. После длительных споров с властями в 1850 году переехал в Берлин-Шарлоттенбург, где полностью посвятил себя литературной работе. Умер в следующем году.

## Творчество
В. Майнхольд — поэт, драматург и прозаик.
Наиболее известным его произведением является роман «Мария Швайдлер, янтарная ведьма» (1843).

## Избранные произведения
- Vermischte Gedichte (1824)
- Die Pfarrerstochter von Coserow (1826)
- St. Otto, Bischof von Bamberg, oder: die Kreuzfahrt nach Pommern (1826)
- Miniaturgemälde von Rügen und Greifswald (1830)
- Apologie des Christentums (1835)
- Gedichte (1835)
- Humoristische Reisebilder von der Insel Usedom (1837)
- Maria Schweidler, die Bernsteinhexe (1843), online.
- Athanasia oder die Verklärung Friedrich Wilhelm des Dritten (1844)
- Der alte deutsche Degenknopf oder Friedrich der Große als Kronprinz und sein Vater (1846)
- Gesammelte Schriften. J.J. Weber, Leipzig 1846—1849
- Sidonia von Bork, die Klosterhexe (1847/48)
- Weissagung des Abtes Hermann von Lehnin um das Jahr 1234 über die Schicksale des Brandenburgischen Regentenhauses und über die Ernennung Friedrich Wilhelms IV. zum deutschen König